# Mistrzostwa ASEAN 2022
AFF Mitschubisi Electric Cup 2022 to 14. edycja Mistrzostw ASEAN, które odbywają się w Malezji, Singapurze, Indonezji, Tajlandii, Mjanmie, Laosie, Filipinach, Wietnamie i Kambodży od  20 grudnia 2022 do 16 stycznia 2023 roku. W turnieju bierze udział 10 drużyn.

## Gospodarz
Turniej odbywa się we wszystkich państwach uczestniczących w turnieju, oprócz Brunei, gdyż w tym państwie żaden stadion nie spełnia wymagań. Reprezentacja ta rozgrywa swoje mecze w Malezji.
| Państwo   | Liczba stadionów |
| --------- | ---------------- |
| Malezja   | 2                |
| Singapur  | 1                |
| Tajlandia | 1                |
| Indonezja | 1                |
| Mjanma    | 1                |
| Laos      | 1                |
| Filipiny  | 1                |
| Wietnam   | 1                |
| Kambodża  | 1                |

## Miasta i Stadiony[3]
| Państwo   | Miasto       | Nazwa Stadionu                         | Pojemność | Zdjęcie | Gospodarz | Mecze |
| --------- | ------------ | -------------------------------------- | --------- | ------- | --------- | --- |
| Malezja   | Kuala Lumpur | Stadion Narodowy Bukit Jalil           | 87 411    |         | Malezja   | Malezja 5:0 Laos (faza grupowa) Malezja 4:1 Singapur (faza grupowa) Malezja 1:0 Tajlandia (półfinał)                                       |
| Malezja   | Kuala Lumpur | Kuala Lumpur Stadium                   | 18 000    |         | Brunei    | Brunei 0:5 Tajlandia (faza grupowa) Brunei 0:7 Indonezja (faza grupowa)                                                                    |
| Singapur  | Singagur     | Jalan Besar Stadium                    | 6 000     |         | Singapur  | Singapur 3:2 Mjanma (faza grupowa) Singapur 0:0 Wietnam (faza grupowa)                                                                     |
| Tajlandia | Rangsit      | Thammasat Stadium                      | 25 000    |         | Tajlandia | Tajlandia 4:0 Filipiny (faza grupowa) Tajlandia 3:1 Kambodża (faza grupowa) Tajlandia 3:0 Malezja (półfinał) Tajlandia 1:0 Wietnam (finał) |
| Indonezja | Dżakarta     | Stadion Gelora Bung Karno              | 76 127    |         | Indonezja | Indonezja 2:1 Kambodża (faza grupowa) Indonezja 1:1 Tajlandia (faza grupowa) Indonezja 0:0 Wietnam (półfinał)                              |
| Mjanma    | Rangun       | Thuwunna Youth Training Center Stadium | 50 000    |         | Mjanma    | Mjanma 0:1 Malezja (faza grupowa) Mjanma 2:2 Laos (faza grupowa)                                                                           |
| Laos      | Wientian     | Nowy Stadion Narodowy Laosu            | 25 000    |         | Laos      | Laos 0:6 Wietnam (faza grupowa) Laos 0:2 Singapur (faza grupowa)                                                                           |
| Filipiny  | Manila       | Rizal Memorial Stadium                 | 12 000    |         | Filipiny  | Filipiny 5:1 Brunei (faza grupowa) Filipiny 1:2 Indonezja (faza grupowa)                                                                   |
| Wietnam   | Hanoi        | Stadion Narodowy Mỹ Đình               | 40 192    |         | Wietnam   | Wietnam 3:0 Malezja (faza grupowa) Wietnam 3:0 Mjanma (faza grupowa) Wietnam 2:0 Indonezja (półfinał) Wietnam 2:2 Tajlandia (finał)        |
| Kambodża  | Phnom Penh   | Morodok Techo National Stadium         | 60 000    |         | Kambodża  | Kambodża 3:2 Filipiny (faza grupowa) Kambodża 5:1 Brunei (faza grupowa)                                                                    |

## Sędziowie[40]
| Konfederacja | Sędzia                     | Sędziowane mecze                                                           |   |   |
| ------------ | -------------------------- | -------------------------------------------------------------------------- | - | - |
| AFC          | Adham Makhadmeh            | Tajlandia 3:0 Malezja (półfinał)                                           | 7 | 0 |
| AFC          | Ahmed Al-Ali               | Mjanma 0:1 Malezja (faza grupowa) Filipiny 1:2 Indonezja (faza grupowa)    | 7 | 0 |
| AFC          | Aziz Asymov                | Mjanma 2:2 Laos (faza grupowa)                                             | 5 | 0 |
| AFC          | Dae-yong Kim               | Malezja 1:0 Tajlandia (półfinał)                                           | 0 | 0 |
| AFC          | Hyun-jai Choi              | Kambodża 5:1 Brunei Wietnam 3:0 Mjanma (faza grupowa)                      | 7 | 0 |
| AFC          | Hiroki Kasahara            | Laos 0:6 Wietnam (faza grupowa) Singapur 0:0 Wietnam (faza grupowa)        | 4 | 0 |
| AFC          | Hsin-Chuan Chen            | Brunei 0:5 Tajlandia (faza grupowa)                                        | 0 | 0 |
| AFC          | Hyung-jin Ko               | Wietnam 2:2 Tajlandia (finał)                                              | 4 | 0 |
| AFC          | Jumpei Iida                | Tajlandia 1:0 Wietnam (finał)                                              | 9 | 1 |
| AFC          | Kim Jong-hyeok             | Singapur 3:2 Mjanma (faza grupowa)                                         | 2 | 1 |
| AFC          | Kim Hee-gon                | Brunei 0:7 Indonezja (faza grupowa)                                        | 4 | 1 |
| AFC          | Majed Mohammed Al-Shamrani | Kambodża 3:2 Filipiny (faza grupowa) Malezja 5:0 Laos (faza grupowa)       | 5 | 0 |
| AFC          | Mohammed Khaled Al-Hoaish  | Indonezja 1:1 Tajlandia (faza grupowa) Malezja 4:1 Singapur (faza grupowa) | 4 | 1 |
| AFC          | Omar Al-Yaqoubi            | Laos 0:2 Singapur (faza grupowa) Indonezja 0:0 Wietnam (półfinał)          | 6 | 0 |
| AFC          | Omar Mohamed Al Ali        | Tajlandia 3:1 Kambodża (faza grupowa)                                      | 3 | 0 |
| AFC          | Ping-Wun Tam               | Filipiny 5:1 Brunei (faza grupowa)                                         | 3 | 0 |
| AFC          | Ryuji Sato                 | Indonezja 2:1 Kambodża (faza grupowa) Wietnam 3:0 Malezja (faza grupowa)   | 6 | 2 |
| AFC          | Yudai Yamamoto             | Tajlandia 4:0 Filipiny (faza grupowa)                                      | 1 | 0 |
| AFC          | Yusuke Araki               | Wietnam 2:0 Indonezja (półfinał)                                           | 4 | 0 |

## Eliminacje
W ramach eliminacji rozegrano dwa spotkania pomiędzy najniżej rozstawionymi drużynami (Brunei i Timorem Wschodnim). Dwumecz wygrało Brunei, które awansowało do AFF Mitschubisi Electric Cup 2022/2023.
| 5 listopada 2022 8:45 CET | Brunei · 18', 33' Azizi Ali Rahman · 60' Razimie Ramlli · 74', 90+3' Azwan Saleh · 89' Wafi Aminuddin | 6:2(2:1) | Timor Wschodni · 45+1' Mouzinho · 64' Jhon Frith | Stadion Sułtana Hassanala Bolkiaha, Bandar Seri Begawan Sędzia: Warintorn Sassadee |
|                           | |          |                                                  |                                                                                    |

| 8 listopada 2022 7:30 CET | Timor Wschodni · 45+2' Mouzinho | 1:0(1:0) | Brunei | Stadion Sułtana Hassanala Bolkiaha, Bandar Seri Begawan Sędzia: Razlan Joffri Ali |
|                           |                                 |          |        |                                                                                   |

Brunei wygrało w dwumeczu 6:3 i awansuje.

## Uczestnicy[1]
| Drużyna   | Zakwalifikowny jako                 | Strefa | Ostatni występ | Najlepszy Wynik                                  | Wynik        |
| --------- | ----------------------------------- | ------ | -------------- | ------------------------------------------------ | ------------ |
| Brunei    | Zwycięzca eliminacji                | AFC    | 1996           | Faza grupowa (1996)                              | Faza grupowa |
| Filipiny  | Odpowiednie miejsce w rankingu FIFA | AFC    | 2021           | Półfinał (2010, 2012, 2014, 2018)                | Faza grupowa |
| Indonezja | Odpowiednie miejsce w rankingu FIFA | AFC    | 2021           | Wicemistrz (2000, 2002, 2004, 2010, 2016, 2021)  | Półfinał     |
| Kambodża  | Odpowiednie miejsce w rankingu FIFA | AFC    | 2021           | Faza grupowa                                     | Faza grupowa |
| Laos      | Odpowiednie miejsce w rankingu FIFA | AFC    | 2021           | Faza grupowa                                     | Faza grupowa |
| Malezja   | Odpowiednie miejsce w rankingu FIFA | AFC    | 2021           | Mistrzostwo (2010)                               | Półfinał     |
| Mjanma    | Odpowiednie miejsce w rankingu FIFA | AFC    | 2021           | 4. miejsce (2004), Półfinał (2016)               | Faza grupowa |
| Singapur  | Odpowiednie miejsce w rankingu FIFA | AFC    | 2021           | Mistrzostwo (1998, 2004, 2007, 2012)             | Faza grupowa |
| Tajlandia | Odpowiednie miejsce w rankingu FIFA | AFC    | 2021           | Mistrzostwo (1996, 2000, 2002, 2014, 2016, 2021) | Mistrz       |
| Wietnam   | Odpowiednie miejsce w rankingu FIFA | AFC    | 2021           | Mistrzostwo (2008, 2018)                         | 2 miejsce    |

## Składy drużyn
Osobny artykuł: AFF Mitschubisi Electric Cup 2022 (składy)

## Faza grupowa[1]
O końcowej kolejności drużyn w każdej grupie decydowała:
1. Liczba punktów uzyskana przez drużyny we wszystkich meczach grupowych;
2. Bilans bramek uzyskany we wszystkich meczach grupowych;
3. Liczba goli strzelonych przez drużyny we wszystkich meczach grupowych;
4. Liczba punktów uzyskana w meczach między zainteresowanymi drużynami (dla których wcześniejsze kryteria są identyczne);
5. Bilans bramek uzyskany w meczach między zainteresowanymi drużynami;
6. Liczba goli strzelonych w meczach między zainteresowanymi drużynami;
7. Punkty fair play we wszystkich meczach grupowych (tylko jedna z poniższych pozycji może być zastosowana do jednego gracza w jednym meczu):
  - Żółta kartka: –1 punkt,
  - Dwie żółte kartki: –3 punkty,
  - Czerwona kartka: –4 punkty,
  - Żółta i czerwona kartka: –5 punktów;
8. Losowanie.

Legenda do tabelek:
- Pkt – liczba punktów
- M – liczba meczów
- W – wygrane
- R – remisy
- P – porażki
- Br+ – bramki zdobyte
- Br− – bramki stracone
- +/− – bilans bramek
- FP - punkty fairplay

Dwie pierwsze drużyny z każdej grupy awansują do dalszych gier.

### Grupa A
| Zespół    | Pkt | M | W | R | P | Br+ | Br− | +/− |
| --------- | --- | - | - | - | - | --- | --- | --- |
| Tajlandia | 10  | 4 | 3 | 1 | 0 | 13  | 2   | +11 |
| Indonezja | 10  | 4 | 3 | 1 | 0 | 12  | 3   | +9  |
| Kambodża  | 6   | 4 | 2 | 0 | 2 | 10  | 8   | +2  |
| Filipiny  | 3   | 4 | 1 | 0 | 3 | 8   | 10  | -2  |
| Brunei    | 0   | 4 | 0 | 0 | 4 | 2   | 22  | -20 |

| Mecz 1 20 grudnia 2022 11:00 CET | Kambodża · 16', 29' Reung Bunheing · 20' Orn Chanpolin | 3:2(2:1) | Filipiny · 41', 55' Kenshiro Daniels | Morodok Techo National Stadium, Phnom Penh Widzów: 4 860 Sędzia: Majed Mohammed Al-Shamrani |
|                                  |                                                        |          |                                      |                                                                                             |

| Mecz 2 20 grudnia 2022 13:30 CET | Brunei | 0:5(0:2) | Tajlandia · 19' Bordin Phala · 44' Teerasil Dangda · 88' (sam.) Yura Indera Putera Yunos · 90+1', 90+3' Peeradol Chamratsamee | Kuala Lumpur Stadium, Kuala Lumpur Widzów: 480 Sędzia: Hsin-Chuan Chen |
|                                  |        |          | |                                                                        |

| Mecz 5 23 grudnia 2022 10:30 CET | Indonezja · 7' Egy Maulana Vikri · 35' Witan Sulaeman | 2:1(2:1) | Kambodża · 16' Sareth Krya | Stadion Gelora Bung Karno, Dżakarta Widzów: 25 332 Sędzia: Ryuji Sato |
|                                  |                                                       |          |                            |                                                                       |

| Mecz 6 23 grudnia 2022 11:00 CET | Filipiny · 7' Kenshiro Daniels · 12' Sandro Reyes · 50' Jesus Melliza · 51', 88' Sebastian Beraque · | 5:1(2:0) | Brunei · 70' Razimie Ramlli · | Rizal Memorial Stadium, Manila Widzów: 1 650 Sędzia: Ping-Wun Tam |
|                                  | |          |                               |                                                                   |

| Mecz 9 26 grudnia 2022 11:00 CET | Brunei | 0:7(0:2) | Indonezja · 20' Syahrian Abimanyu · 41' Dendi Sulistyawan · 59' Egy Maulana Vikri · 61' Ilija Spasojević · 69' Ramadhan Sananta · 86' Marc Klok · 90+2' Yakob Sayuri · | Kuala Lumpur Stadium, Kuala Lumpur Widzów: 5 439 Sędzia: Kim Hee-gon |
|                                  |        |          | |                                                                      |

| Mecz 10 26 grudnia 2022 13:30 CET | Tajlandia · 3', 41' (k) Teerasil Dangda · 57' Adisak Kraisorn · 63' Suphanan Bureerat · | 4:0(2:0) | Filipiny | Thammasat Stadium, Rangsit Widzów: 6 567 Sędzia: Yudai Yamamoto |
|                                   |                                                                                         |          |          |                                                                 |

| Mecz 13 29 grudnia 2022 10:30 CET | Indonezja · 50' (k) Marc Klok · | 1:1(0:0) | Tajlandia · 79' Sarach Yooyen · | Stadion Gelora Bung Karno, Dżakarta Widzów: 49 985 Sędzia: Mohammed Khaled Al-Hoaish |
|                                   |                                 |          |                                 |                                                                                      |

| Mecz 14 29 grudnia 2022 11:00 CET | Kambodża · 31' Choun Chanchav · 50' (k) Nick Taylor · 73' (k) Keo Sokpheng · 80', 88' Lim Pisoth · | 5:1(1:1) | Brunei · 21' Mohammed Othman · | Morodok Techo National Stadium, Phnom Penh Widzów: 6 169 Sędzia: Hyun-jai Choi |
|                                   | |          |                                |                                                                                |

| Mecz 17 2 stycznia 2023 13:30 CET | Tajlandia · 45+2' (k), 90' Teerasil Dangda · 45+2' Sumanya Purisai · | 3:1(1:0) | Kambodża · 68' Sieng Chanthea · | Thammasat Stadium, Rangsit Widzów: 8 415 Sędzia: Omar Mohamed Al Ali |
|                                   |                                                                      |          |                                 |                                                                      |

| Mecz 18 2 stycznia 2023 13:30 CET | Filipiny · 83' Sebastian Beraque · | 1:2(0:2) | Indonezja · 21' Dendi Sulistyawan · 43' Marselino Ferdinan · | Rizal Memorial Stadium, Manila Widzów: 2 370 Sędzia: Ahmed Al-Ali |
|                                   |                                    |          |                                                              |                                                                   |

### Grupa B
| Zespół   | Pkt | M | W | R | P | Br+ | Br− | +/− |
| -------- | --- | - | - | - | - | --- | --- | --- |
| Wietnam  | 10  | 4 | 3 | 1 | 0 | 12  | 0   | +12 |
| Malezja  | 9   | 4 | 3 | 0 | 1 | 10  | 4   | +6  |
| Singapur | 7   | 4 | 2 | 1 | 1 | 6   | 6   | 0   |
| Mjanma   | 1   | 4 | 0 | 1 | 3 | 4   | 9   | -5  |
| Laos     | 1   | 4 | 0 | 1 | 3 | 2   | 15  | -13 |

| Mecz 3 21 grudnia 2022 11:00 CET | Mjanma | 0:1(0:0) | Malezja · 52' Faisal Halim | Thuwunna Youth Training Center Stadium, Jangon Widzów: 4 500 Sędzia: Ahmed Al-Ali |
|                                  |        |          |                            |                                                                                   |

| Mecz 4 21 grudnia 2022 13:30 LAO | Laos | 0:6(0:2) | Wietnam · 15' Nguyễn Tiến Linh · 43' Đỗ Hùng Dũng · 56' Hồ Tấn Tài · 58' Đoàn Văn Hậu · 82' Nguyễn Văn Toàn · 90+1' Van Thanh Vu | Nowy Stadion Narodowy Laosu, Wientian Widzów: 10 240 Sędzia: Hiroki Kasahara |
|                                  |      |          | |                                                                              |

| Mecz 7 24 grudnia 2022 11:00 CET | Singapur · 45' Ilhan Fandi · 45' Shah Shahiran · 74' Shawal Anuar | 3:2(1:1) | Mjanma · 34', 66' Maung Maung Lwin | Jalan Besar Stadium, Singapur Widzów: 25 322 Sędzia: Jong-Hyeok Kim |
|                                  |                                                                   |          |                                    |                                                                     |

| Mecz 8 24 grudnia 2022 13:30 CET | Malezja · 29' Sergio Aguero · 65', 68' Faisal Halim · 77' Haqimi Rosli · 87' Stuart John Wilkin | 5:0(1:0) | Laos | Stadion Narodowy Bukit Jalil, Kuala Lumpur Widzów: 29 961 Sędzia: Majed Mohammed Al-Shamrani |
|                                  |                                                                                                 |          |      |                                                                                              |

| Mecz 11 27 grudnia 2022 11:30 CET | Laos | 0:2(0:1) | Singapur · 32' Irfan Fandi Ahmad · 90+4' Shawal Anuar · | Nowy Stadion Narodowy Laosu, Wientian Widzów: 1 087 Sędzia: Omar Al-Yaqoubi |
|                                   |      |          |                                                         |                                                                             |

| Mecz 12 27 grudnia 2022 13:30 CET | Wietnam · 28' Nguyễn Tiến Linh · 64' (k) Quế Ngọc Hải · 83' Duc Hoang Minh Nguyen · | 3:0(1:0) | Malezja | Stadion Narodowy Mỹ Đình, Hanoi Widzów: 17 545 Sędzia: Ryuji Sato |
|                                   |                                                                                     |          |         |                                                                   |

| Mecz 15 30 grudnia 2022 11:00 CET | Mjanma · 15' Win Moe Kyaw · 90+6' Maung Maung Lwin · | 2:2(1:1) | Laos · 12' Soukaphone Vongchiengkham · 46' Ekkamai Ratxachak · | Thuwunna Youth Training Center Stadium, Jangon Widzów: 4 100 Sędzia: Aziz Asymov |
|                                   |                                                      |          |                                                                |                                                                                  |

| Mecz 16 30 grudnia 2022 13:30 CET | Singapur | 0:0 | Wietnam | Jalan Besar Stadium, Singapur Widzów: 5 434 Sędzia: Hiroki Kasahara |
|                                   |          |     |         |                                                                     |

| Mecz 19 3 stycznia 2023 12:00 CET | Malezja · 35' Darren Lok · 50', 54' Stuart John Wilkin · 88' Sergio Aguero · | 4:1(1:0) | Singapur · 85' Faris Ramli · | Stadion Narodowy Bukit Jalil, Kuala Lumpur Widzów: 65 147 Sędzia: Mohammed Khaled Al-Hoaish |
|                                   |                                                                              |          |                              |                                                                                             |

| Mecz 20 3 stycznia 2023 12:00 CET | Wietnam · 8' (sam.) Kyaw Zin Lwin · 27' Nguyễn Tiến Linh · 72' Ngoc Quang Chau · | 3:0(2:0) | Mjanma | Stadion Narodowy Mỹ Đình, Hanoi Widzów: 11 575 Sędzia: Hyun-jai Choi |
|                                   |                                                                                  |          |        |                                                                      |

## Faza pucharowa[43]
Faza pucharowa (od półfinału) rozgrywana będzie systemem pucharowym. Półfinały i finał są grane w formie dwumeczu.

### Półfinały (pierwsze mecze)
| Mecz 21 6 stycznia 2023 10:30 CET | Indonezja | 0:0 | Wietnam | Stadion Gelora Bung Karno, Dżakarta Widzów: 49 595 Sędzia: Omar Al-Yaqoubi |
|                                   |           |     |         |                                                                            |

| Mecz 22 7 stycznia 2023 13:30 CET | Malezja · 27' Faisal Halim · | 1:0(1:0) | Tajlandia | Stadion Narodowy Bukit Jalil, Kuala Lumpur Widzów: 62 989 Sędzia: Dae-yong Kim |
|                                   |                              |          |           |                                                                                |

### Półfinały (rewanże)
| Mecz 23 9 stycznia 2023 13:30 CET | Wietnam · 3', 47' Nguyễn Tiến Linh · | 2:0(1:0) | Indonezja | Stadion Narodowy Mỹ Đình, Hanoi Widzów: 23 989 Sędzia: Yusuke Araki |
|                                   |                                      |          |           |                                                                     |

 Wietnam wygrał w dwumeczu 2:0 i awansuje do finału.
| Mecz 24 10 stycznia 2023 13:30 CET | Tajlandia · 19' Teerasil Dangda · 55' Bordin Phala · 71' Adisak Kraisorn · | 3:0(1:0) | Malezja | Thammasat Stadium, Rangsit Widzów: 18 927 Sędzia: Adham Makhadmeh |
|                                    |                                                                            |          |         |                                                                   |

 Tajlandia wygrała w dwumeczu 3:1 i awansuje do finału.

### Finał (pierwszy mecz)
| Mecz 25 13 stycznia 2023 13:30 CET | Wietnam · 24' Nguyễn Tiến Linh · 88' Van Thanh Vu · | 2:2(1:0) | Tajlandia · 48' Poramet Arjvirai · 63' Sarach Yooyen · | Stadion Narodowy Mỹ Đình, Hanoi Widzów: 38 539 Sędzia: Hyung-jin Ko |
|                                    |                                                     |          |                                                        |                                                                     |

### Finał (rewanż)
| Mecz 26 16 stycznia 2023 13:30 CET | Tajlandia · 24' Theerathon Bunmathan · | 1:0(1:0) | Wietnam | Thammasat Stadium, Rangsit Widzów: 19 306 Sędzia: Jumpei Iida |
|                                    |                                        |          |         |                                                               |

## Strzelcy[1]
Bramki z serii rzutów karnych nie są wliczane do klasyfikacji ogólnej.
6 goli
- Teerasil Dangda

5 goli
- Nguyễn Tiến Linh

4 gole
- Faisal Halim

3 gole
- Kenshiro Daniels
- Sebastian Beraque
- Stuart John Wilkin
- Maung Maung Lwin

2 gole

- Dendi Sulistyawan
- Egy Maulana Vikri
- Marc Klok
- Lim Pisoth
- Reung Bunheing
- Sergio Aguero
- Shawal Anuar
- Adisak Kraisorn
- Bordin Phala
- Peeradol Chamratsamee
- Sarach Yooyen
- Van Thanh Vu

1 gol

- Mohammed Othman
- Razimie Ramlli
- Jesus Melliza
- Sandro Reyes
- Ilija Spasojević
- Marselino Ferdinan
- Ramadhan Sananta
- Syahrian Abimanyu
- Witan Sulaeman
- Yakob Sayuri
- Choun Chanchav
- Keo Sokpheng
- Nick Taylor
- Orn Chanpolin
- Sareth Krya
- Sieng Chanthea
- Ekkamai Ratxachak
- Soukaphone Vongchiengkham
- Darren Lok
- Haqimi Rosli
- Win Moe Kyaw
- Faris Ramli
- Ilhan Fandi
- Irfan Fandi Ahmad
- Shah Shahiran
- Poramet Arjvirai
- Sumanya Purisai
- Suphanan Bureerat
- Theerathon Bunmathan
- Đoàn Văn Hậu
- Duc Hoang Minh Nguyen
- Hồ Tấn Tài
- Đỗ Hùng Dũng
- Nguyễn Văn Toàn
- Quế Ngọc Hải

Gole samobójcze
- Yura Indera Putera Yunos (dla  Tajlandii)
- Kyaw Zin Lwin (dla  Wietnamu)

## Hat tricki[1]
Żaden z zawodników jeszcze nie strzelił hattricka.

## Kartki[1]
| 79 | 6 |

| Zawodnik                            | Reprezentacja |   |   |
| ----------------------------------- | ------------- | - | - |
| Mohammad Alinur Rashimy Awang Jufri | Brunei        | 2 | 1 |
| Nguyễn Văn Toàn                     | Wietnam       | 2 | 1 |
| Peeradol Chamratsamee               | Tajlandia     | 2 | 1 |
| Azam Azmi                           | Malezja       | 0 | 1 |
| Nanda Kyaw                          | Mjanma        | 0 | 1 |
| Sanrawat Dechmitr                   | Tajlandia     | 0 | 1 |
| Anantaza Siphongphan                | Laos          | 2 | 0 |
| Asnawi Mangkualam                   | Indonezja     | 2 | 0 |
| Aung Naing Win                      | Mjanma        | 2 | 0 |
| Bordin Phala                        | Tajlandia     | 2 | 0 |
| Boris Kok                           | Kambodża      | 2 | 0 |
| Dominic Tan                         | Malezja       | 2 | 0 |
| Duc Hoang Minh Nguyen               | Wietnam       | 2 | 0 |
| Jordi Amat                          | Indonezja     | 2 | 0 |
| Maung Maung Lwin                    | Mjanma        | 2 | 0 |
| Faisal Halim                        | Malezja       | 2 | 0 |
| Muhd Safawi Rasid                   | Malezja       | 2 | 0 |
| Quế Ngọc Hải                        | Wietnam       | 2 | 0 |
| Sasalak Haiprakhon                  | Tajlandia     | 2 | 0 |
| Sergio Aguero                       | Malezja       | 2 | 0 |
| Suphanan Bureerat                   | Tajlandia     | 2 | 0 |
| Theerathon Bunmathan                | Tajlandia     | 2 | 0 |
| Van Thanh Vu                        | Wietnam       | 2 | 0 |
| Abdul Muiz                          | Brunei        | 1 | 0 |
| Anumanthan Kumar                    | Singapur      | 1 | 0 |
| Anousone Xaypanya                   | Laos          | 1 | 0 |
| Billy Ketkeophomphone               | Laos          | 1 | 0 |
| Bui Tien Dung                       | Wietnam       | 1 | 0 |
| Christian Rontini                   | Filipiny      | 1 | 0 |
| Đoàn Văn Hậu                        | Wietnam       | 1 | 0 |
| Hafiz Nor                           | Singapur      | 1 | 0 |
| Haimie Anak Nyaring                 | Brunei        | 1 | 0 |
| Hakeme Yazid                        | Brunei        | 1 | 0 |
| Hariss Harun                        | Singapur      | 1 | 0 |
| Haziq Kasyful                       | Brunei        | 1 | 0 |
| Hendra Azam                         | Brunei        | 1 | 0 |
| Đỗ Hùng Dũng                        | Wietnam       | 1 | 0 |
| Ilhan Fandi                         | Singapur      | 1 | 0 |
| Irfan Fandi Ahmad                   | Singapur      | 1 | 0 |
| Kampon Phatomakkakul                | Tajlandia     | 1 | 0 |
| Kyaw Min Oo                         | Mjanma        | 1 | 0 |
| Kyaw Zin Phyo                       | Mjanma        | 1 | 0 |
| Lee Tuck                            | Malezja       | 1 | 0 |
| Mukhairi Ajmal                      | Malezja       | 1 | 0 |
| Nazirrudin Bin Haji Ismail          | Brunei        | 1 | 0 |
| Nguyễn Tiến Linh                    | Wietnam       | 1 | 0 |
| Nick Taylor                         | Kambodża      | 1 | 0 |
| Orn Chanpolin                       | Kambodża      | 1 | 0 |
| Pansa Hemviboon                     | Tajlandia     | 1 | 0 |
| Phan Văn Đức                        | Wietnam       | 1 | 0 |
| Phathana Phommathep                 | Laos          | 1 | 0 |
| Pomphan Weerathep                   | Tajlandia     | 1 | 0 |
| Ricky Kambuaya                      | Indonezja     | 1 | 0 |
| Rizky Ridho                         | Indonezja     | 1 | 0 |
| Sandro Reyes                        | Filipiny      | 1 | 0 |
| Sarach Yooyen                       | Tajlandia     | 1 | 0 |
| Stephan Schröck                     | Filipiny      | 1 | 0 |
| Shahdan Bin Sulaiman                | Singapur      | 1 | 0 |
| Sos Souhana                         | Kambodża      | 1 | 0 |
| Soukphachan Lueanthala              | Laos          | 1 | 0 |
| Tes Sambath                         | Kambodża      | 1 | 0 |
| Thanh Binh Nguyen                   | Wietnam       | 1 | 0 |
| Thiha Htet Aung                     | Mjanma        | 1 | 0 |
| Win Naing Tun                       | Mjanma        | 1 | 0 |
| Yan Naing Oo                        | Mjanma        | 1 | 0 |
| Yura Indera Putera                  | Brunei        | 1 | 0 |

## Klasyfikacja końcowa
| Miejsce                        | Reprezentacja | Punkty | Bramki +/− | Bramki zdobyte |
| ------------------------------ | ------------- | ------ | ---------- | -------------- |
| Strefa medalowa                |               |        |            |                |
| złoto                          | Tajlandia     | 17     | +14        | 19             |
| srebro                         | Wietnam       | 15     | +13        | 16             |
| brąz                           | Malezja       | 12     | +4         | 11             |
| brąz                           | Indonezja     | 11     | +7         | 12             |
| Wyeliminowane w fazie grupowej |               |        |            |                |
| 5.                             | Singapur      | 7      | 0          | 6              |
| 6.                             | Kambodża      | 6      | +2         | 10             |
| 7.                             | Filipiny      | 3      | -2         | 8              |
| 8.                             | Mjanma        | 1      | -5         | 4              |
| 9.                             | Laos          | 1      | -13        | 2              |
| 10.                            | Brunei        | 0      | -20        | 2              |